# دوربین لایکا
دوربین لایکا (انگلیسی: Leica Camera) یک شرکت آلمانی سازنده دوربین‌های عکاسی، عدسی، دوربین دو چشمی، میکروسکوپ و دوربین تفنگ است که در سال ۱۹۱۴ تأسیس شد. نام لایکا برآمده از نام ارنست لایتز مؤسس این شرکت است. ۳ حرف اول اسم او (لای) و ۲ اول کَمرا (دوربین). ۴۵ درصد سهام این شرکت در اختیار بلک‌استون می‌باشد که مجوزی برای اعلام عدم وابستگی و مالکیت این شرکت توسط لایکا میکروسیستمز ارائه کرده است.

## نگارخانه

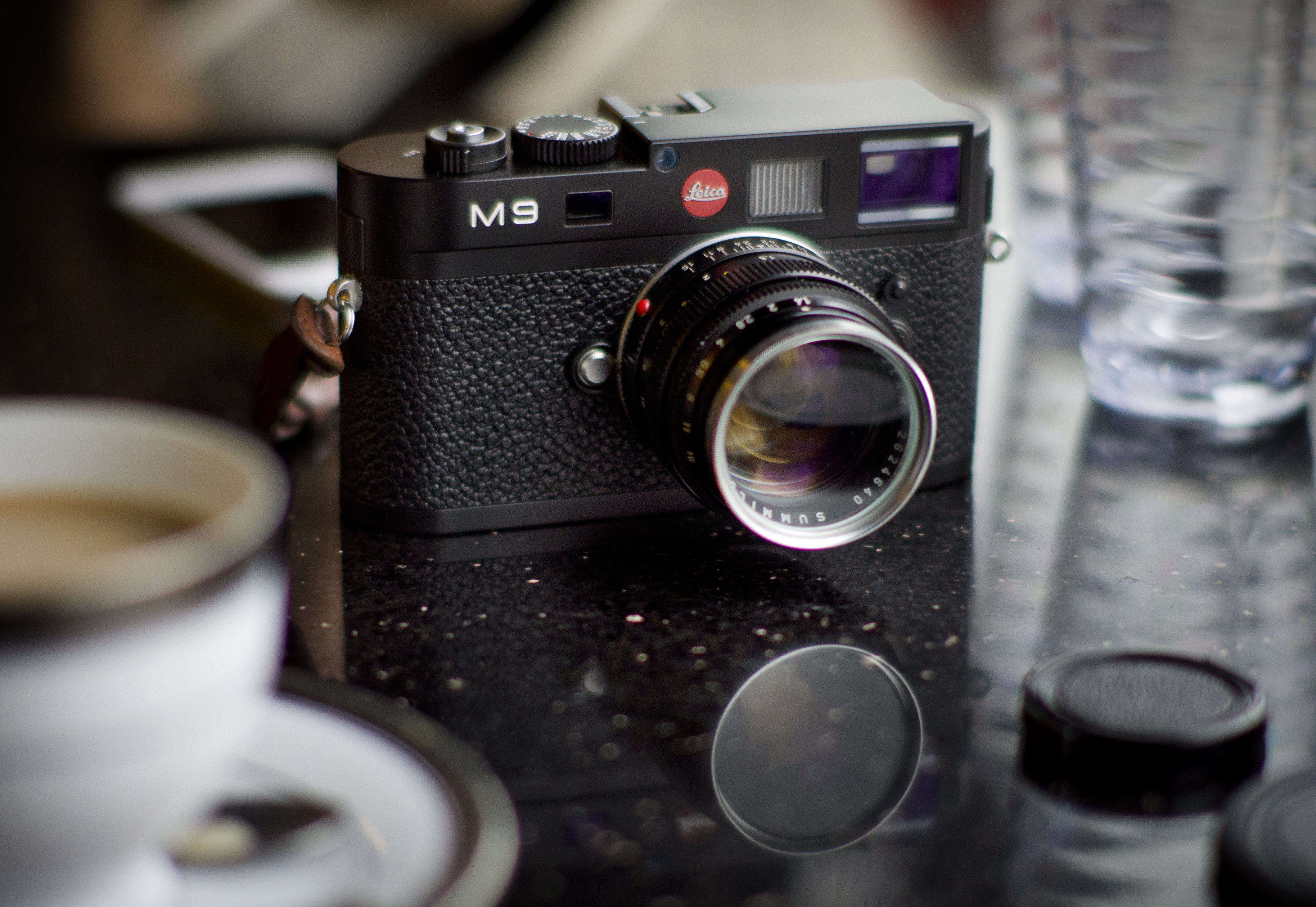
M9 یک دوربین مسافت یاب دیجیتال از لایکا است.
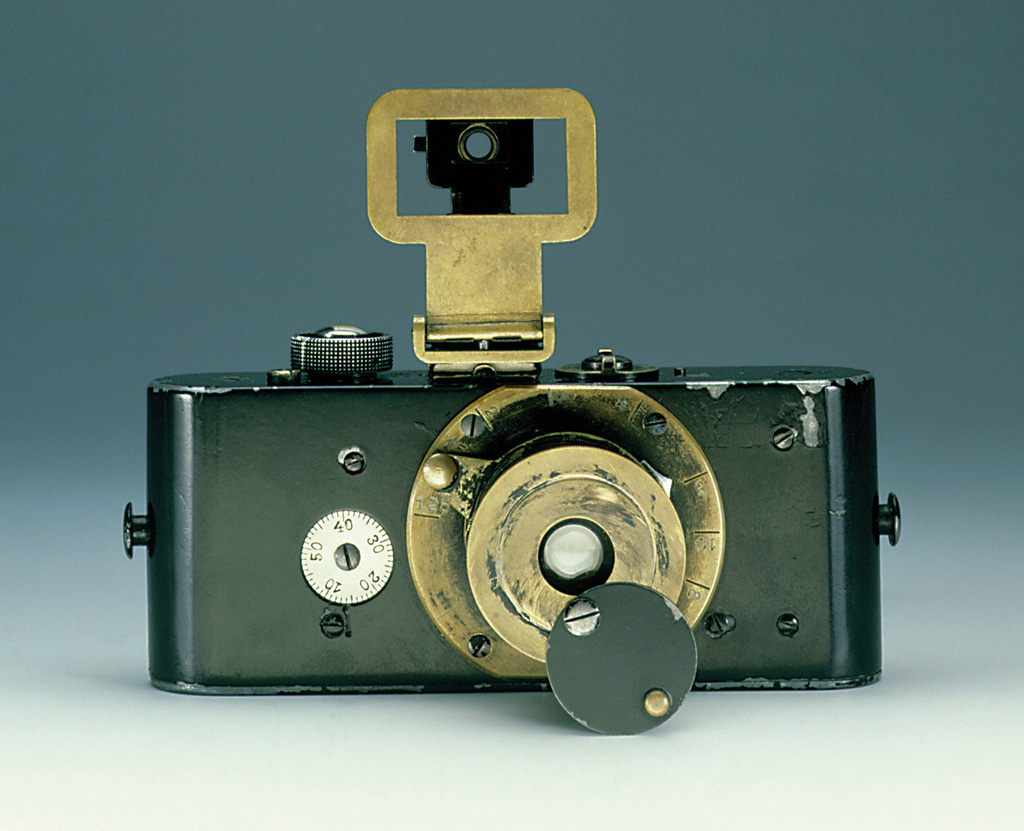
یو‌آر-لایکا ("لایکا اصلی")، از ۱۹۱۴
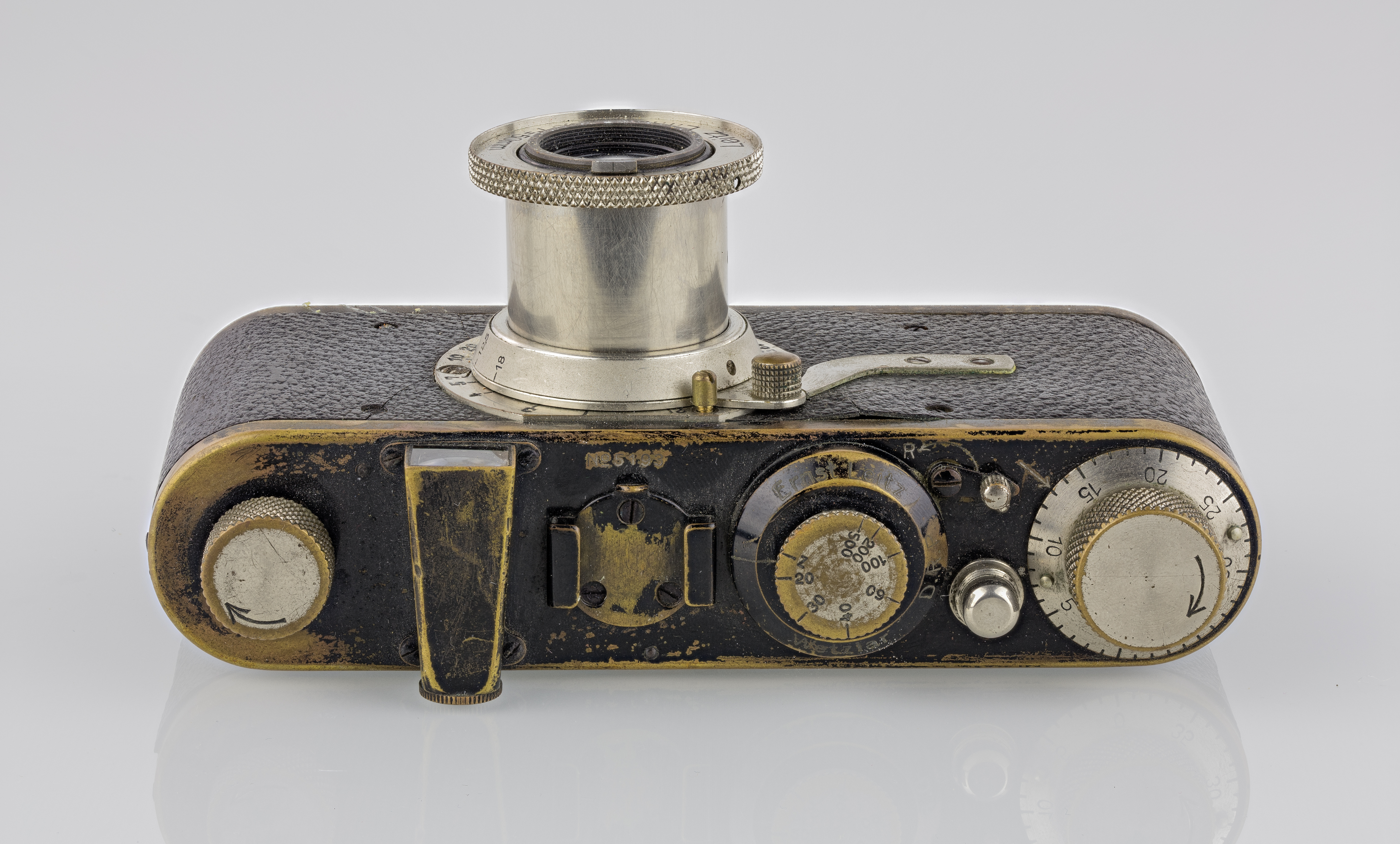
لایکا I، محصول ۱۹۲۷، با لنز تاشو لایتز المار 1:3،5 F=5 سانتی‌متر
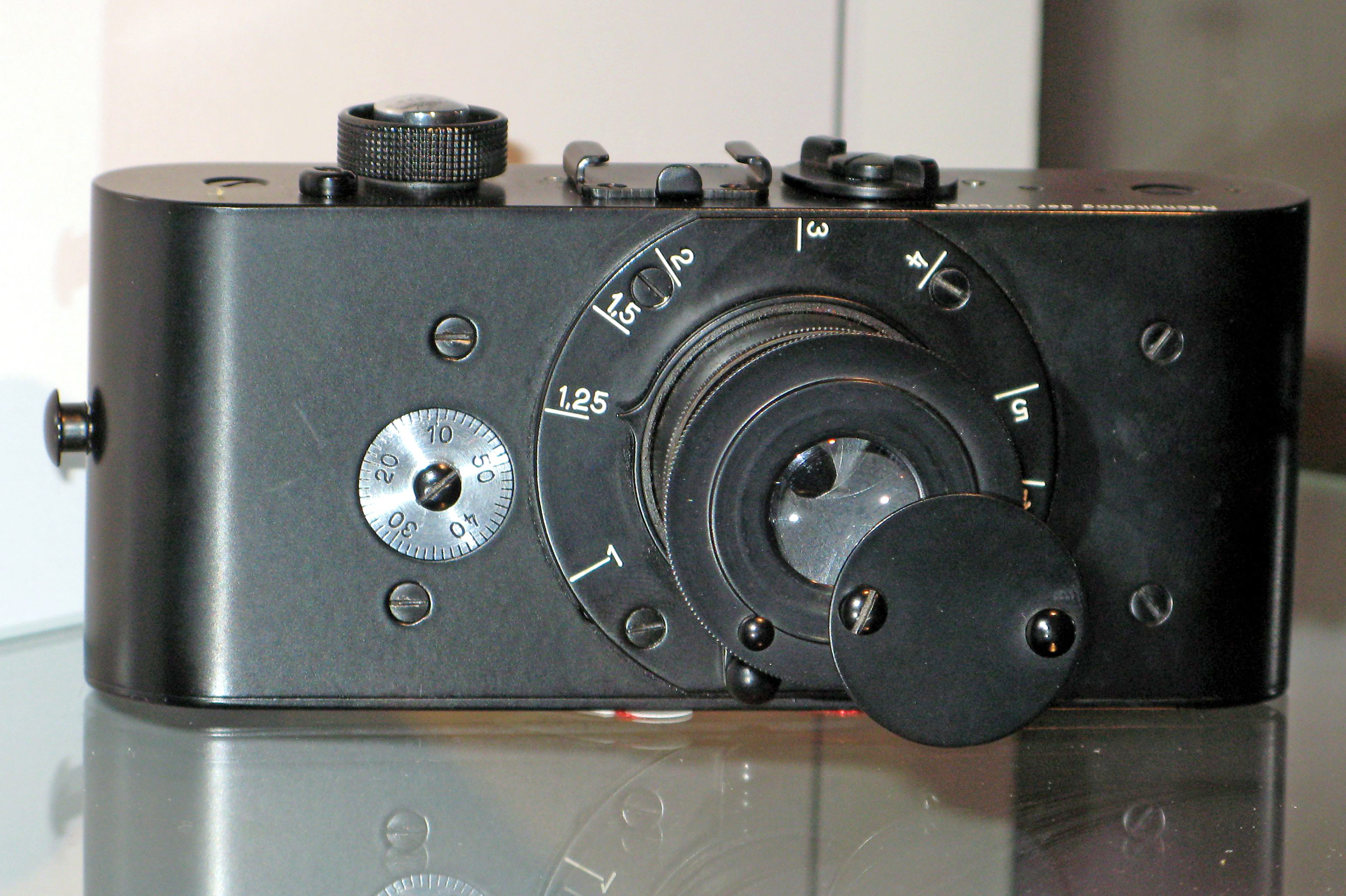
بازتولید نمونه اولیه لایکا، ۱۹۱۳، 1:3،5